# Elbenia serraticauda
Elbenia serraticauda är en insektsart som beskrevs av Morgan Hebard 1922. Elbenia serraticauda ingår i släktet Elbenia och familjen vårtbitare. Inga underarter finns listade i Catalogue of Life.